# Kanton Montbéliard-Est
Kanton Montbéliard-Est (francouzsky Canton de Montbéliard-Est) je francouzský kanton v departementu Doubs v regionu Franche-Comté. Tvoří ho dvě obce.

## Obce kantonu
- Bethoncourt
- Montbéliard (východní část)